# Moët & Chandon

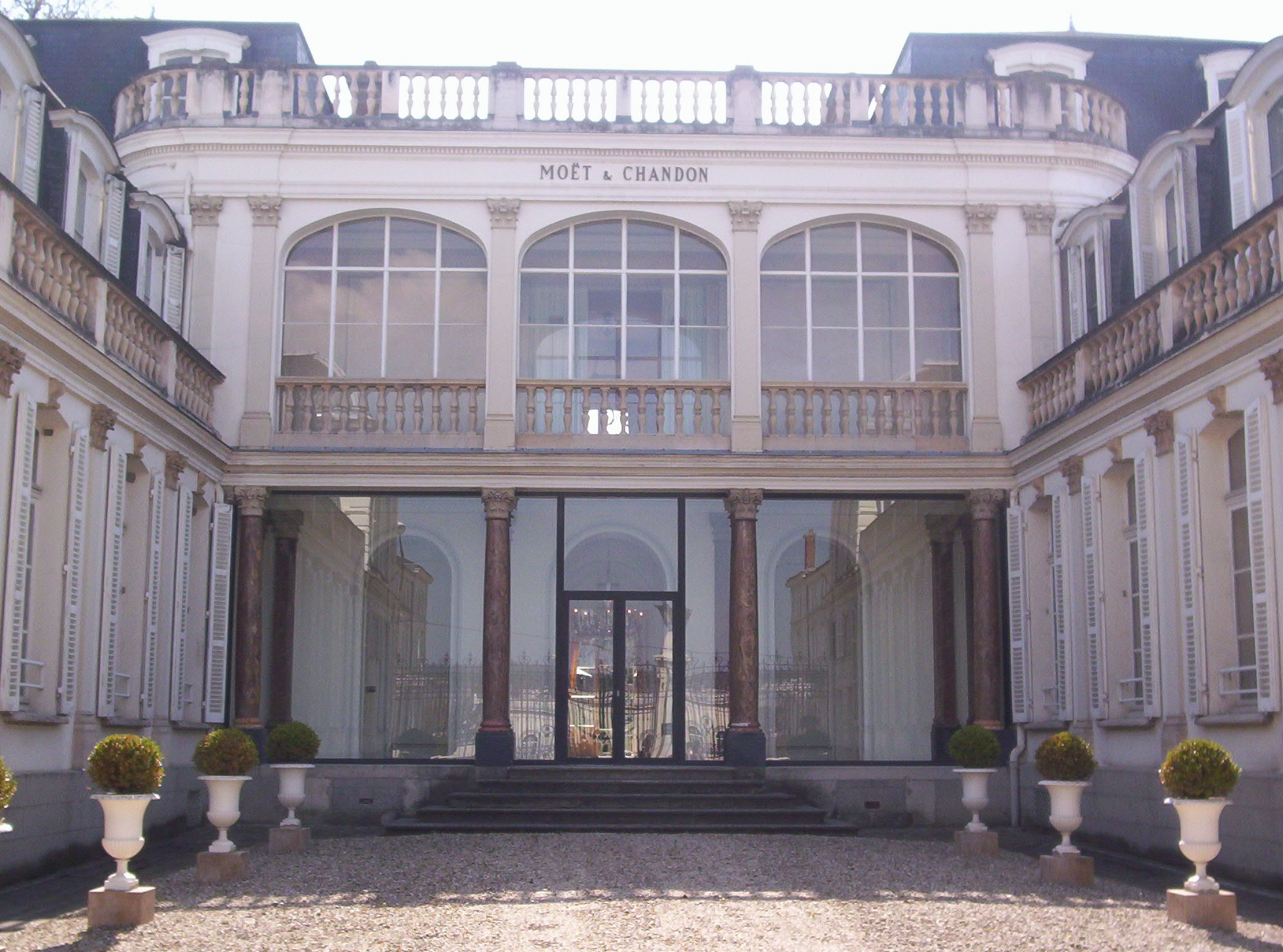
Casa Moët et Chandon em Épernay.

A Maison Moët & Chandon é uma produtora de vinhos espumantes do tipo champagne, fundada em 1743. A vinícola pertence hoje em dia ao grupo LVMH, o maior produtor de artigos de luxo do mundo. A Moët et Chandon foi fundada em 1743 por Claude Moët, e hoje possui 1190 ha de vinha e produz anualmente aproximadamente 28.000.000 de garrafas de champanhe.
A Maison Moët & Chandon é uma das maiores produtoras de champagne do mundo. A "Casa" possui hoje cerca de 1.500 acres (6 km²) de vinhedos e anualmente produz dois milhões de caixas de champagne. Em 1962 ela foi a primeira produtora listada na Bolsa de Valores da França.

## História
A companhia está sediada na cidade de Épernay, França. Em 1743, Claude Moët começou a entregar os vinhos da região de Champagne em Paris. O reinado de Luis XV coincidiu com um grande aumento da demanda de vinhos efervescentes. Moët expandiu rapidamente e, pelo final do século XVIII, já estava exportando a bebida para toda a Europa e Estados Unidos. Seu neto, Jean-Rémy Moët, levou a "Casa" para uma clientela de elite como Thomas Jefferson e Napoleão Bonaparte. O nome Chandon foi adicionado à companhia quando Jean-Rémy Moët deu a metade da companhia a seu genro Pierre-Gabriel Chandon de Briailles em 1832, e a outra metade a seu filho, Victor Moët.
Depois da introdução do conceito de um champanhe de vintage em 1840, Moët introduziu no mercado seu primeiro vintage em 1842[carece de fontes?]. Seu tipo Imperial Brut foi introduzido nos anos 1860. Sua etiqueta mais conhecida, os Dom Perignon, é em homenagem ao monge beneditino conhecido como o “pai de Champagne”.
A Maison Moët & Chandon fundiu-se com o Hennessy, de Cognac, em 1971 e com a Louis Vuitton em 1987 para transformar-se LVMH (Louis-Vuitton-Moët-Hennessy), o maior grupo de artigos de luxo do mundo, com vendas da ordem de 16 bilhões de euros em 2004. A Moët & Chandon foi a fornecedora oficial de champanhe à rainha Elizabeth II.
Em 2006, a companhia produziu uma edição limitada de Moët & Chandon Brut Impérial em que a garrafa foi decorada com cristais Swarovski.